# Dunas de Liencres y Estuario del Pas
Dunas de Liencres y Estuario del Pas este o arie protejată (arie specială de conservare — SAC, sit de importanță comunitară — SCI) din Spania întinsă pe o suprafață de 544,24 ha, integral pe uscat.

## Localizare
Centrul sitului Dunas de Liencres y Estuario del Pas este situat la coordonatele 43°26′55″N 3°57′29″W / 43.4486°N 3.958°V.

## Înființare
Situl Dunas de Liencres y Estuario del Pas a fost declarat sit de importanță comunitară în decembrie 1997 pentru a proteja 1 specie de plante și 10 specii de animale. Situl a fost protejat și ca arie specială de conservare în decembrie 2015.

## Biodiversitate
Situată în ecoregiunile atlantică și marină Atlantică, aria protejată conține 11 habitate naturale: Faleze cu vegetație de pe coastele atlantice și baltice, Pajiști uscate atlantice de coastă cu Erica vagans, Tufărișuri halofile mediteraneene și termo-atlantice (Sarcocornetea fruticosi), Pășuni atlantice udate de apa mării (Glauco-Puccinellietalia maritimae), Terase mlăștinoase și terase nisipoase neacoperite de apă la reflux, Estuare, Pajiștile Spartina (Spartinion maritimae), Dune mobile cu vegetație embrionară, Salicornia și alte specii anuale care populează regiunile mlăștinoase și nisipoase, Dune mobile de-a lungul țărmului cu Ammophila arenaria („dune albe”), Dune de coastă fixe cu vegetație erbacee („dune gri”).
La baza desemnării sitului se află mai multe specii protejate:
- plante (1): Limonium lanceolatum
- amfibieni (1): Discoglossus galganoi
- mamifere (4): liliac cu aripi lungi (Miniopterus schreibersii), liliac comun (Myotis myotis), liliacul mediteranean cu potcoavă (Rhinolophus euryale), liliacul mare cu potcoavă (Rhinolophus ferrumequinum)
- nevertebrate (2): croitorul mare al stejarului (Cerambyx cerdo), rădașcă (Lucanus cervus)
- pești (2): Parachondrostoma miegii, somonul (Salmo salar)
- reptile (1): Lacerta schreiberi